# Ghoulies IV
Ghoulies IV – amerykański horror komediowy z 1994 roku, należący do serii Ghoulies. 

## Opis fabuły
Pan Ciemności imieniem Faust pragnie wydostać się z zaświatów na Ziemię. Wysyła swoją czcicielkę Alexandrę z misją odnalezienia amuletu mającego moc przywołania go z zaświatów. Alexandrze udaje się otworzyć mniejszy portal do innego świata, przez który przedostają się  dwa niewielkie demony (Ghoulies). Alexandra podejmuje kolejne próby otworzenia portalu, przy okazji mordując wielu niewinnych ludzi. Chaos pogłębia działanie dwóch Ghouliesów. Policjant Jonathan Graves i jego była narzeczona, dziennikarka Monica podejmują próbę powstrzymania Alexandry i demonów. 

## Obsada
- Peter Liapis: Jonathan Graves
- Peggy Trentini: Monica
- Barbara Alyn Woods: Kate
- Stacie Randall: Alexandra
- Raquel Krelle: Jeanine
- Bobby Di Cicco: Scotty
- Tony Cox: Ghoulie
- Arturo Gil: Ghoulie